# Лазе-при-Горенєм Єзеру
Лазе-при-Горенєм Єзеру (словен. Laze pri Gorenjem Jezeru) — поселення в общині Церкниця, Регіон Нотрансько-крашка, Словенія. Висота над рівнем моря: 564,21 м.